# 马克·里德利
马克·里德利（英語：Mark Ridley，1956年—）是一位英国动物学家和演化论作家，本科毕业于剑桥大学，博士毕业于牛津大学，导师理查德·道金斯，现为牛津大学教授，作品有《孟德尔妖：基因简史》（Mendel's Demon: Gene Justice and the Complexity of Life）等。